# Bernhard Brockamp
Bernhard Brockamp (* 18. Oktober 1902 in Osnabrück; † 20. Dezember 1968 ebenda) war ein deutscher Geophysiker und Polarforscher.

## Leben

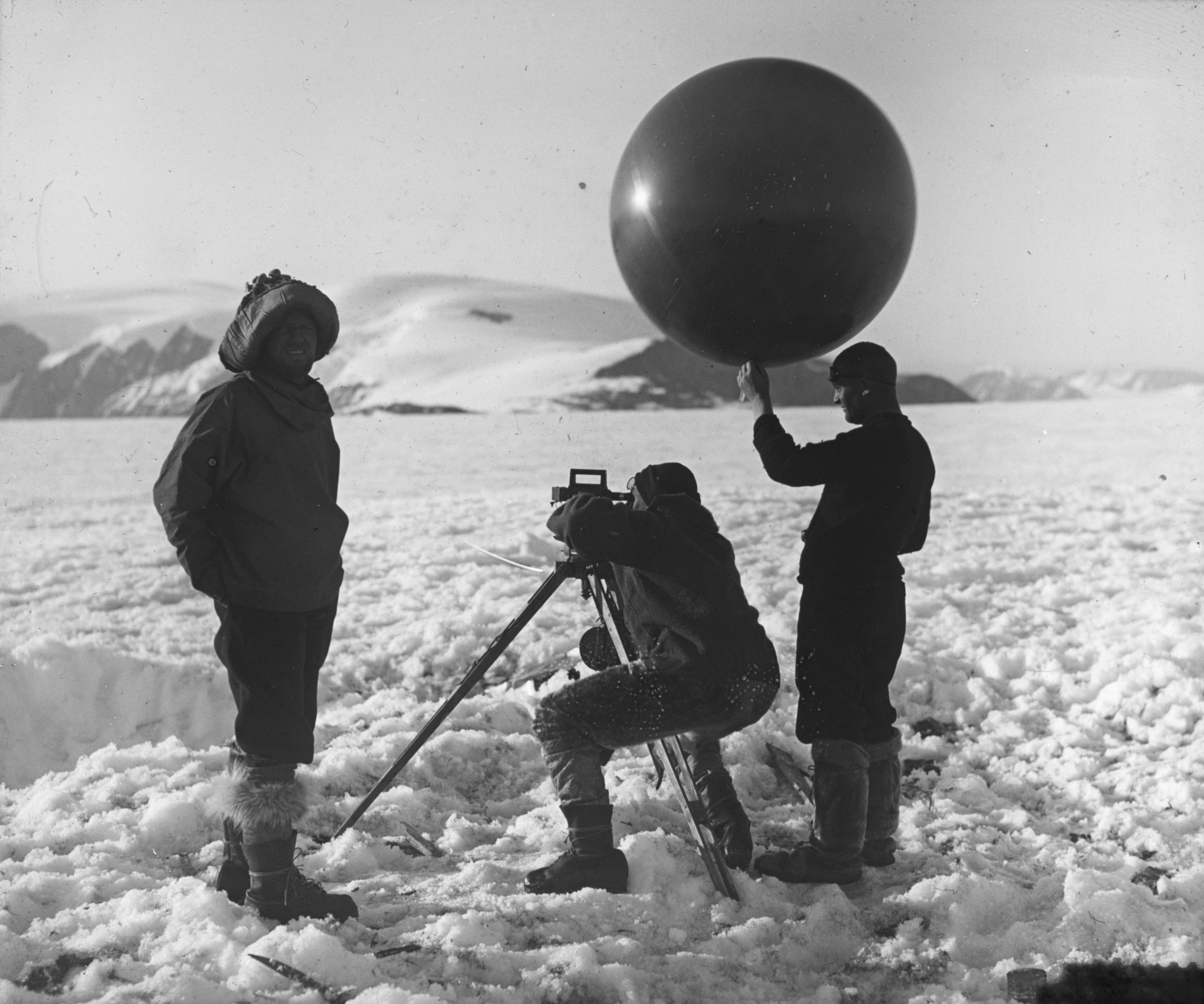
Brockamp (rechts mit Pilotballon) 1931 auf der Wegener-Expedition

Brockamp studierte Geologie, Physik und Mathematik in Münster und Göttingen. 1926 wurde er Assistent Emil Wiecherts am Geophysikalischen Institut der Universität Göttingen. 1930 promovierte er mit der Arbeit Seismische Beobachtungen bei Steinbruchsprengungen. Anschließend wurde er Mitarbeiter der Askania-Werke. Bereits 1929 hatte er seismische Messungen auf dem Pasterze-Gletscher vorgenommen, um die Dicke der Eisschicht zu bestimmen. Daraufhin bot ihm Alfred Wegener die Teilnahme an seiner Grönlandexpedition 1930/31 an, mit der Aufgabe, dort gleichartige Untersuchungen am Inlandeis vorzunehmen. Brockamp reiste erst im Sommer 1931 nach Grönland, gemeinsam mit Kurt Wegener, der die Leitung der Expedition nach dem Tod seines Bruders übernahm. Gemeinsam mit Kurt Wölcken und Ernst Sorge konnte Brockamp eine Serie von seismischen Messungen durchführen, die erstmals zuverlässige Informationen über die Mächtigkeit des grönländischen Inlandeises lieferten. Nach einigen Jahren bei Niels Erik Nørlund in Kopenhagen habilitierte er sich 1936 mit einer Schrift über wissenschaftliche Ergebnisse der Wegener-Expedition. Zum Vizepräsidenten des Reichsamts für Bodenforschung, berufen, wandte er sich der angewandten Geophysik zu. Nach Gründung der Gesellschaft für Praktische Lagerstättenforschung (PRAKLA) war er deren erster Leiter. Zum 20. April 1939 trat Brockamp der SS bei und wurde zugleich zum SS-Hauptsturmführer ernannt (SS-Nummer 323.769).
Nach Kriegsgefangenschaft und Entnazifizierung wurde Brockamp 1952 Dozent für Geophysik an der Westfälischen Wilhelms-Universität in Münster. Von 1954 bis 1959 vertrat er auf der Basis eines Lehrauftrags auch die Geophysik an der Universität Frankfurt am Main. Nachdem er 1957 zum außerordentlichen Professor ernannt worden war, übernahm er zwei Jahre später die Leitung des neu gegründeten Instituts für Reine und Angewandte Geophysik. 1959 beteiligte er sich als Leiter der Gruppe Geophysik an der von Paul-Émile Victor geführten Internationalen Glaziologischen Grönland-Expedition.
Er stand bis zu seinem Tod dem Wissenschaftlichen Beirat der Deutschen Gesellschaft für Polarforschung vor, die ihm 1969 posthum die Weyprecht-Medaille für herausragende wissenschaftliche Leistungen in den Polargebieten verlieh. Brockamp war seit 1961 Ehrenmitglied der Deutschen Geophysikalischen Gesellschaft. Seit dem 23. September 1960 tragen in falscher Schreibweise die Brockhamp-Inseln in der Antarktis seinen Namen.

## Schriften (Auswahl)
- Bernhard Brockamp: Über einige Änderungen am Sterneckschen Vierpendelapparat. In: Ergänzungs-Hefte f. angewandte Geophysik 3, 1933
- Bernhard Brockamp, Ernst Sorge und Kurt Wölcken: Seismik. In: Wissenschaftliche Ergebnisse der Deutschen Grönland Expedition Alfred Wegener 1929 und 1930–1931, Band 2, F. A. Brockhaus, Leipzig 1933
- Bernhard Brockamp: Die Mächtigkeit des grönländischen Inlandeises. In: Zeitschrift für Gletscherkunde, für Eiszeitforschung und Geschichte des Klimas 23, 1935, S. 277–285.
- Bernhard Brockamp: Zur Entstehung deutscher Eisenerzlagerstätten. Reichsamts für Bodenforschung, Berlin 1942
- Bernhard Brockamp: Zur Paläogeographie und Bitumenführung des Posidonienschiefers im deutschen Lias. Reichsamts für Bodenforschung, Berlin 1944
- Bernhard Brockamp: Erweiterter Nachtrag zu den wissenschaftlichen Ergebnissen der Deutschen Grönland-Expedition Alfred Wegener, Verl. d. Bayer. Akademie der Wissenschaften, München, 1959